# گریگور کالفایان
گریگور کالفایان (ارمنی: Գրիգոր Քալֆայան)؛ ۱۷۶۸ – ۲۹ ژوئن ۱۸۳۹) یک نویسنده، سخنران، موسیقی‌دان و موسیقی‌شناس برجسته ارمنی بود.

## زندگی‌نامه
گریگور کالفایان در سال ۱۸۷۳ در بورسا، امپراتوری عثمانی به دنیا آمد. پدر وی یک معمار بود. گریگور کالفایان تحصیلات ابتدایی خویش را در مدرسه ارمنی محلی کسب نمود. وی سرانجام به کنستانتینوپل نقل مکان نمود جایی که تحصیلات خویش را در دبیرستان معتبر گتروناکان ادامه داد. کالفایان در Schola Cantorum در پاریس، فرانسه پذیرفت شد جایی که آموزگاران و آهنگسازان سرشناس، ونسان دندی و شارل بورده در آنجا تدریس می‌نمودند. بمحض پایان تحصیلاتش  در فرانسه و انگلستان دربارهٔ موسیقی ارمنی سخنرانی نمود. در سال ۱۹۰۵ وی مجله تحت عنوان Kroonk را به هر دو زبان ارمنی و فرانسوی منتشر نمود. وی در سال ۱۹۴۹ در فرزنو، کالیفرنیا درگذشت.